# Knorr
Knorr (Кнорр) — немецкая торговая марка, принадлежащая английско-нидерландской компании Unilever. Под этой торговой маркой выпускаются супы, приправы и соусы. Штаб-квартира Knorr расположена в немецком городе Хайльбронн. С ежегодным объёмом продаж, достигающим 3 миллиарда Евро, Knorr является самой продаваемой маркой компании Unilever.

## История

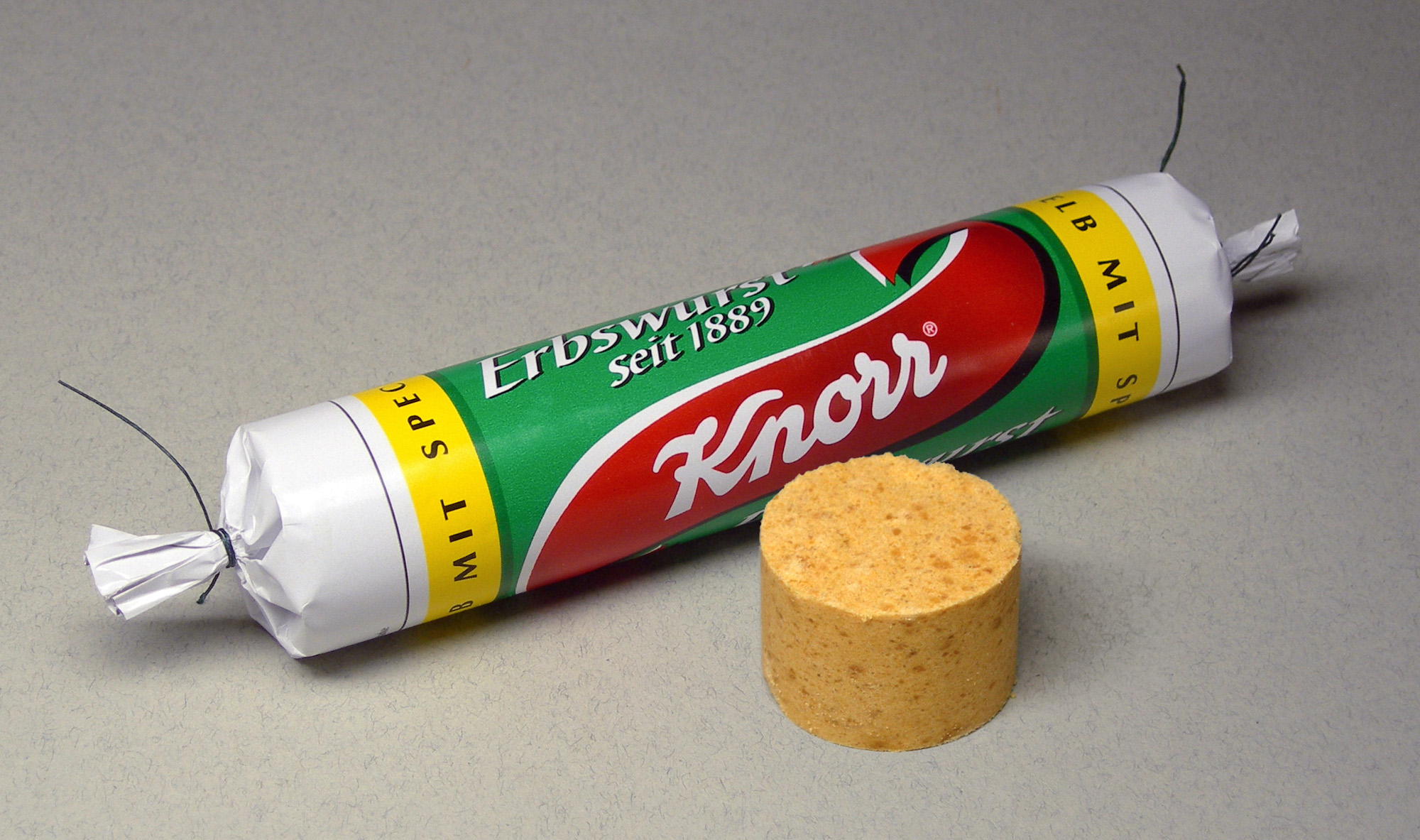
Гороховая колбаса производства Knorr

Knorr основан в 1838 году Карлом Генрихом Теодором Кнорром. Расширению производственной базы и увеличению активов предприятия способствовали крупные государственные заказы на обеспечение вооружённых сил продуктами питания для военнослужащих. Звёздным часом Knorr стала франко-прусская война 1870—1871 гг., которая стала катализатором разного рода инноваций в военном деле, в том числе и в плане снабжения войск, — до этого полевые части пехотных, артиллерийских, кавалерийских и других войск зависели от громоздких обозов, сковывавших их передвижения и ограничивавших способности к манёвру, а качественная работа тыла в части заготовки и снабжения войск продовольствием, организации его хранения и перевозки, приготовления пищи и доставки его солдатам была затруднительной как в организационном (требовала организованной тыловой службы и отлаженной работы тыла), так и в технологическом плане, поскольку скоропортящиеся калорийные мясомолочные продукты не могли распределяться централизованно с продовольственных складов, что требовало либо их заготовки непосредственно в местах расквартировки или марша действующей армии методом закупки, реквизиции или конфискации (в зависимости от того на чьей территории находилась действующая армия и от обеспеченности её финансовыми средствами), а тогдашние технологии консервирования продуктов находились на довольно низком уровне развития для применения их в снабжении войск, отдавалось предпочтение сыпучим продуктам, разного рода крупам. Внедрение в рацион военнослужащих быстрорастворимых суповых концентратов (преимущественно из бобовых культур — гороховых, фасольных, чечевичных), которые, во-первых, имели весьма длительные сроки хранения, во-вторых, не были подвержены процессам гниения при обеспечении нормальных условий их хранения и перевозки, в-третьих, имели калорийность не ниже полноценного солдатского питания в пунктах постоянной дислокации, в-четвёртых, значительно сокращали процесс приготовления и приёма пищи, в-пятых, могли переноситься военнослужащими на себе в требуемом количестве для обеспечения их нормальной боеспособности на несколько суток и не требовали обоза как такового, — все перечисленные факторы, но особенно два последних, послужили причиной того, что Knorr прочно занял нишу пищевых полуфабрикатов и стал лидером среди частных фирм-подрядчиков в обеспечении Германской имперской армии сухпайками, в то время как за океаном нью-йоркская перекупочная контора Meyer & Lange выступала американским агентом Knorr, ответственным за реализацию суповых концентратов в США. 

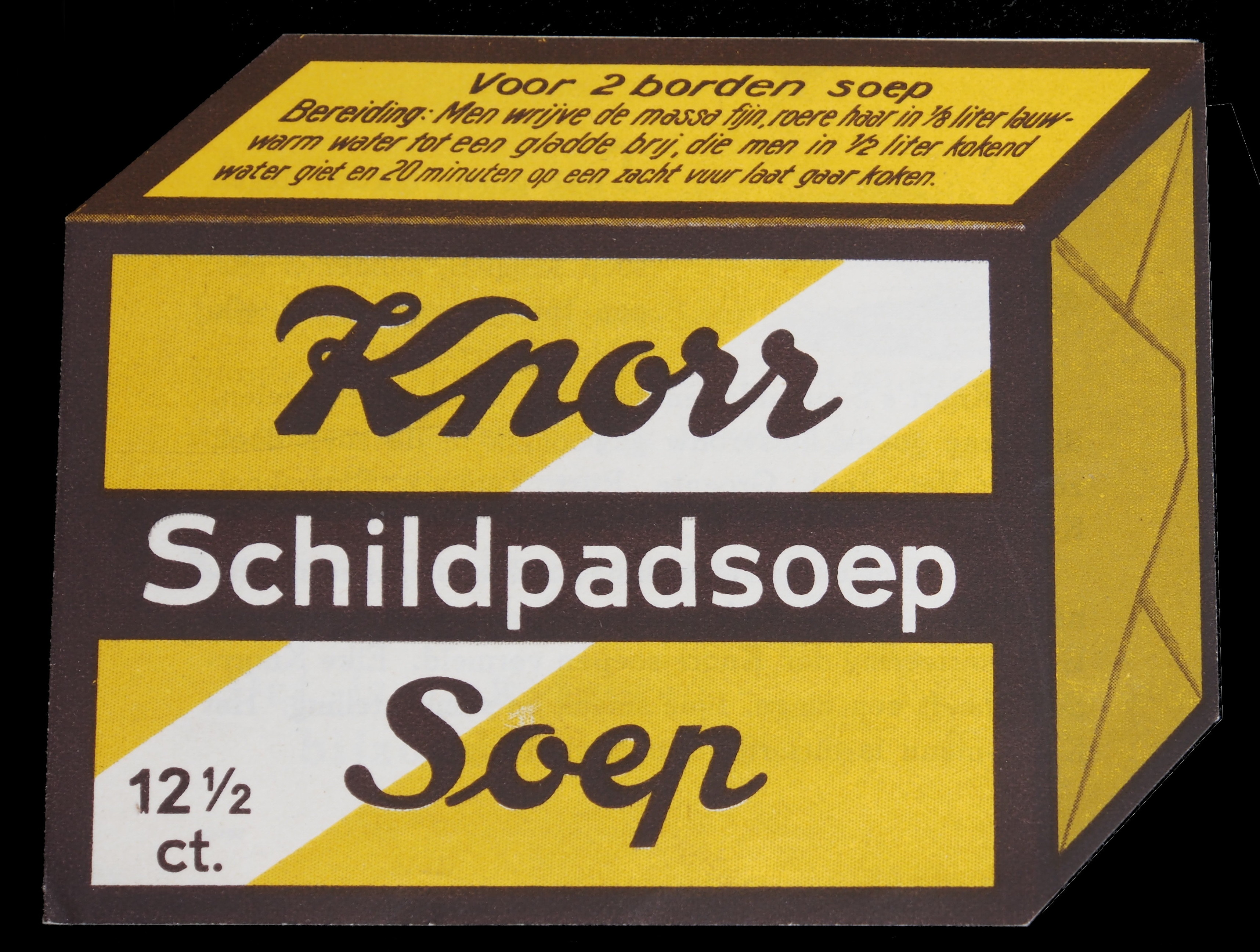
В 1912 году Knorr выходит на рынок продуктов питания для гражданского населения

На этом этапе, компания носила название «C.H. Knorr — Mühlenfabrikate, Landesprodukte, Fabrik von Suppenstoffen» (с нем. — «Фабрика суповых концентратов, мукомольная и сельскохозяйственная продукция К. Г. Кнорра»). Невероятно крупные по тем временам государственные заказы позволили в несколько раз увеличить производственную базу, объём выпускаемой продукции и доходы фирмы, которая из мелкого семейного бизнеса превратилась в крупную национальную компанию. В годы франко-прусской войны на фабрике Кнорра трудилось 400 рабочих и поваров, 200 мясников, количество варочных котлов за время войны увеличилось сначала до тридцати, затем до пятидесяти. Объём производства суповых концентратов мгновенного приготовления («эрбсвурст») в период войны составлял 100 тыс. шт. в сутки. Каждый концентрат представлял собой колбасообразное изделие, в которое были упакованы прессованные солдатские рационы таблетированной формы (вроде изображённого на фото выше), — одна такая «таблетка» диаметром 7 см и толщиной 3 см, при весе 113 грамм, была рассчитана на шесть порций (тарелок) супа. Ассортимент выпускаемой продукции включал в себя супы из фасоли, зелёной кукурузы, гороха, ячменной муки, картофеля, а также суп из телячьих субпродуктов (пищевкусовая имитация черепахового супа). Указанные изделия входили в состав так называемого «железного рациона» (нем. der Eisernen Ration), который каждый немецкий солдат имел при себе в заплечном ранце. В 1912 г. фирма, основательно укрепив своё состояние за счёт армейских заказов, выходит на рынок продуктов питания для населения и начинает выпускать аналогичную продукцию (бульонные кубики) для гражданского потребителя. В годы Первой мировой войны Knorr продолжает снабжение Германской имперской армии в ещё больших объёмах. В 1922 г. расфасовочный цех выделяется в самостоятельное акционерное общество «Knorr-Nährmittel AG».

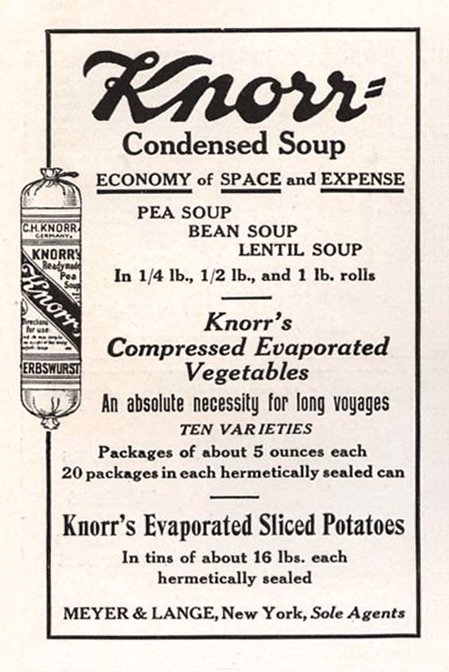
Американская реклама суповых концентратов Knorr 1913 года, — концерн осваивает заокеанский рынок

В межвоенный период и в годы Второй мировой войны Knorr продолжает выпуск различных полуфабрикатов для Рейхсвера, а затем Вермахта и выступает основным конкурентом швейцарского концерна Nestlé в соревновании за роль главного поставщика Вермахта и других военных формирований нацистской Германии, причём оба концерна выступали в этой борьбе как транснациональные корпорации, имеющие рассредоточенную производственную и ресурсно-сырьевую базу, одинаково занимающиеся снабжением обеих противоборствующих и нейтральных сторон (что не афишировалось в Германии, а Knorr ко всему прочему поддерживал реноме национального производителя, работающего исключительно в немецких интересах). Лабораторные подразделения фирмы проводят исследования в направлении повышения калорийности солдатского рациона и их диверсификации для отдельных военных специальностей. С поражением Германии в войне финансовые дела Knorr серьёзно пошатнулись, тем временем Nestlé заняла лидирующие позиции, а Knorr, утратив своего главного потребителя (немецкие вооружённые силы), был лишён главного и основного для него рынка сбыта. В период после Второй мировой войны швейцарско-немецкий концерн Knorr, с головным офисом (штаб-квартирой) в Цюрихе и основными производственными мощностями в Тайнгене, стал постепенно уступать конкурентам свои позиции на рынке продуктов питания для населения, de facto выйдя из борьбы в 1950-х гг. В 1957 г. C.H. Knorr AG был поглощён американской многоотраслевой транснациональной компанией Corn Products Company путём приобретения контрольного пакета акций, с изменением организационной формы на общество с ограниченной ответственностью C.H. Knorr GmbH. Смена владельца отразилась на корпоративной политике — в новом обличье Knorr, уже как филиал вышеназванной транснациональной компании, повёл наступление на европейские рынки. В 1990-е гг. торговая марка Knorr использовалась CPC International, Inc. наряду с другими брендами для реализации продукции в Великобритании (Knorr Tastebreaks), Ирландии, Венгрии, Чехии и странах СНГ. Израильская компания Israel Edible Products («Израильские пищевые продукты»), расположенная в г. Хайфа, производит кошерные супы и бульоны для Knorr, которые продаются в Израиле и в США. В России Knorr появился в 1994 году.